# День працівників легкої промисловості
День працівників легкої промисловості — професійне свято працівників галузі легкої промисловості України. Відзначається щорічно у другу неділю червня.

## Історія свята
Свято встановлено в Україні «…на підтримку ініціативи працівників підприємств і організацій легкої промисловості України…» згідно з Указом Президента України «Про День працівників легкої промисловості» від 9 червня 1994 року № 285/94.